# گری رابرتز (بازیکن فوتبال، زاده ۱۹۸۷)
گری رابرتز (انگلیسی: Gary Roberts؛ زادهٔ ۲ فوریهٔ ۱۹۸۷) بازیکن فوتبال اهل بریتانیا است.
از باشگاه‌هایی که در آن بازی کرده‌است می‌توان به باشگاه فوتبال یئوویل تاون، باشگاه فوتبال روترهام یونایتد، باشگاه فوتبال کرو آلکساندرا، باشگاه فوتبال موستا، باشگاه فوتبال ویتون آلبیون، باشگاه فوتبال پورت ویل، و باشگاه فوتبال منزفیلد تاون اشاره کرد.
وی همچنین در تیم‌های ملی فوتبال زیر ۱۶ سال انگلستان، زیر ۱۷ سال انگلستان، زیر ۱۸ سال انگلستان، و زیر ۱۹ سال انگلستان بازی کرده‌است.